# Jon Pärson

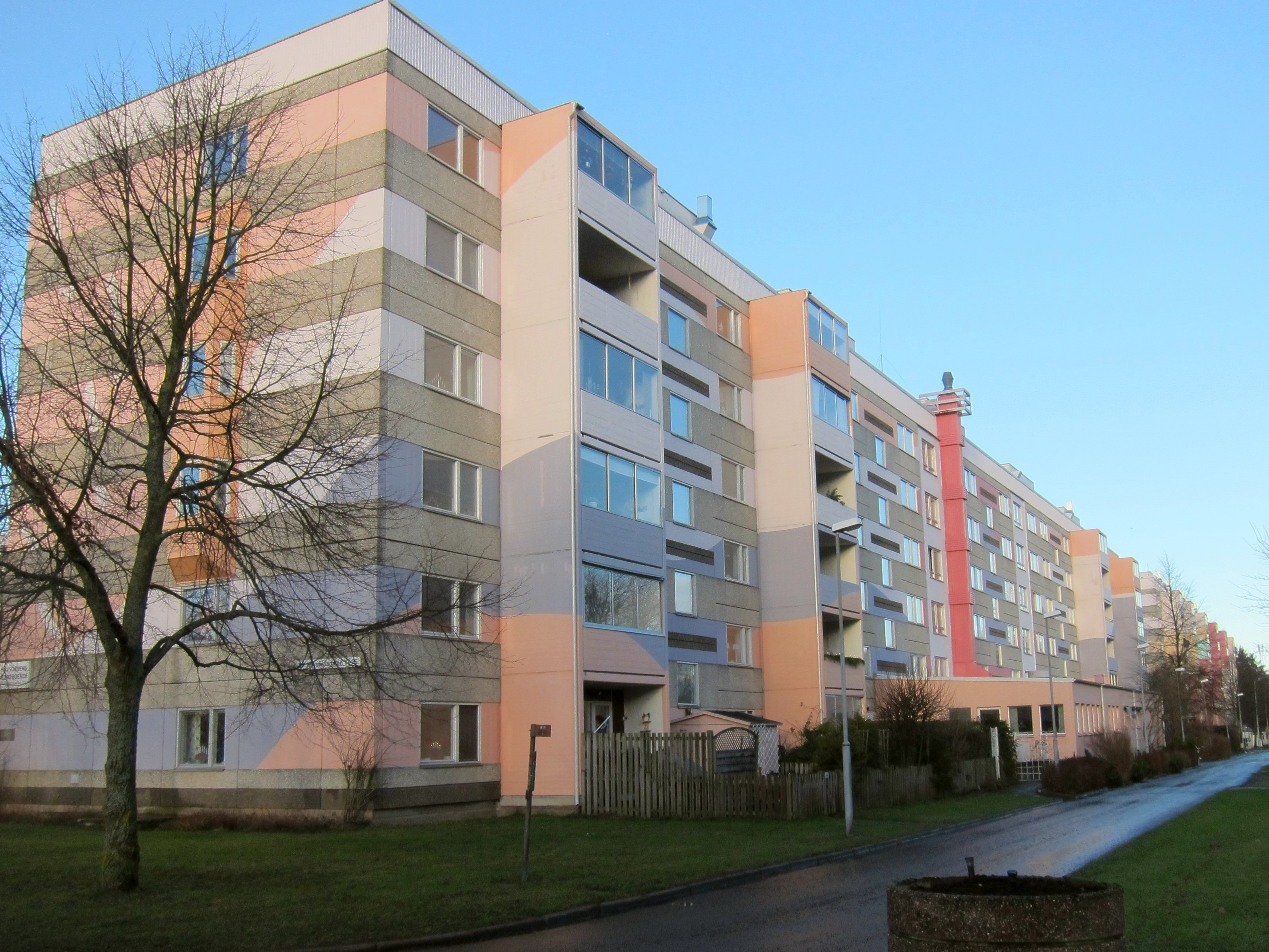
Tillsammans med konstnären Lennart Joanson gav Jon Pärson det tidigare färglösa miljonprogramsområdet Råslätt i Jönköping en ny design.

Jon Artur Edvard Pärson, född 27 juli 1933 i Sankt Johannes församling i Malmö, död 20 januari 2018  i Huskvarna, Jönköpings län, var en svensk målare och skulptör bosatt i Huskvarna. 
Han debuterade 1958 på Skånes konstförenings höstsalong. 
1988–1990 arbetade Pärson även som informatör för Statens konstråd i projektet Konst där vi bor. 
Pärson har hållit ett flertal utställningar och finns representerad på bland annat Länsmuseet i Jönköping och  Kalmar konstmuseum. Bland hans offentliga verk kan nämnas färgsättningen av 80 000 m² fasad i Råslätt i Jönköping.
Jon Pärson var från 1955 till sin död gift med Siv Andersson (född 1935).